# Llotja de Sant Jordi (Alcoy)
La Llotja de Sant Jordi es una sala de muestras y exposiciones de Alcoy (Alicante, España), situada bajo el subsuelo de la plaza de España. Es obra del arquitecto Santiago Calatrava. Realizada durante los años 1992-1995. Su estructura interior recuerda al costillar de una ballena. La obra fue ejecutada por la empresa Dragados y Construcciones. Se inauguró en mayo de 1995.
También es de destacar los mecanismos que dan acceso a la sala subterránea y la fuente de la plaza. Sobre el esquema original de Santiago Calatrava, el proyecto de ingeniería de ambos mecanismo fue desarrollado y construido por la empresa alcoyana de fabricación de bienes de equipo, WALI .

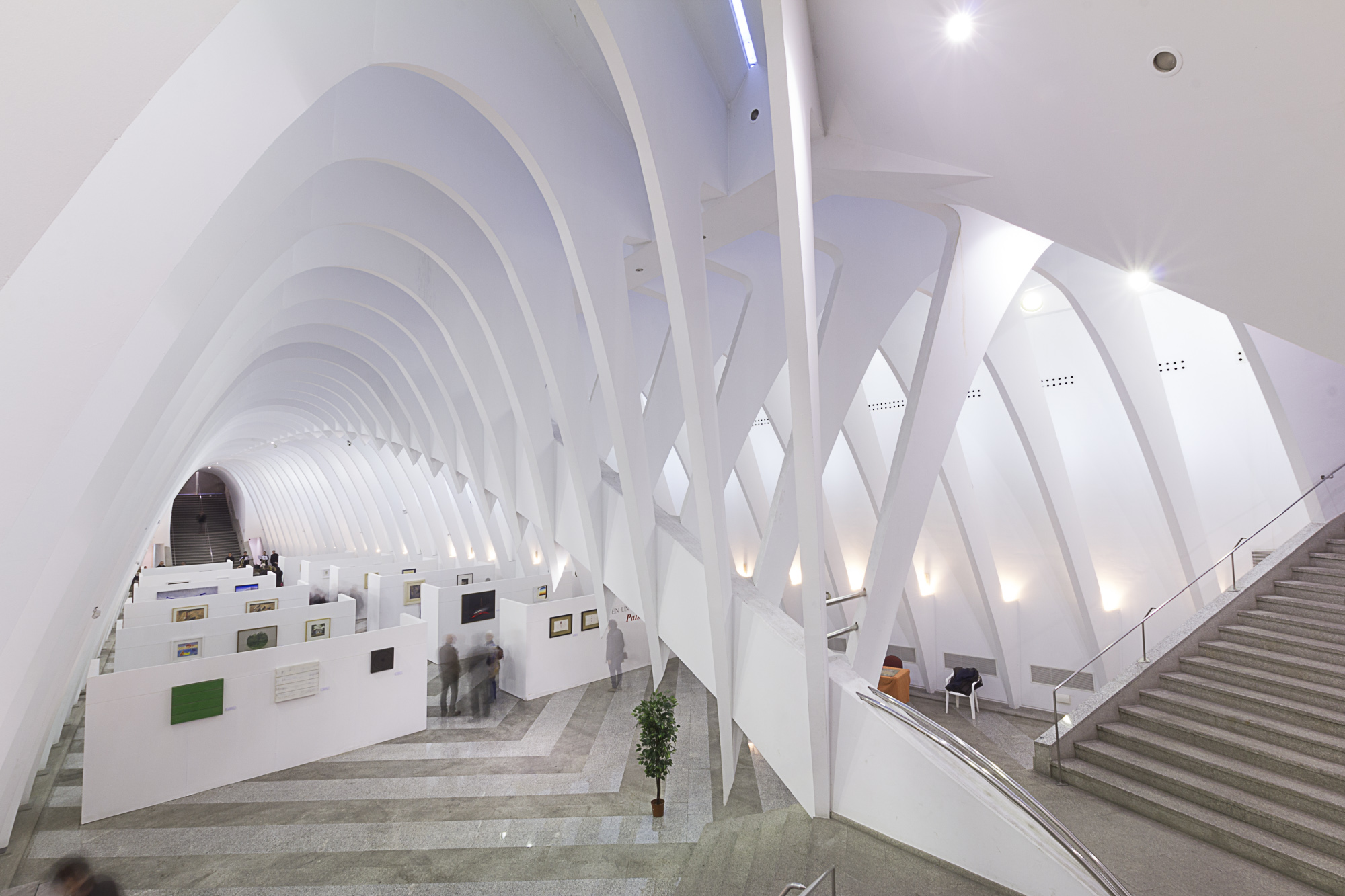
Interior de la Llotja de Sant Jordi, (Alcoi). Obra de Santiago Calatrava.
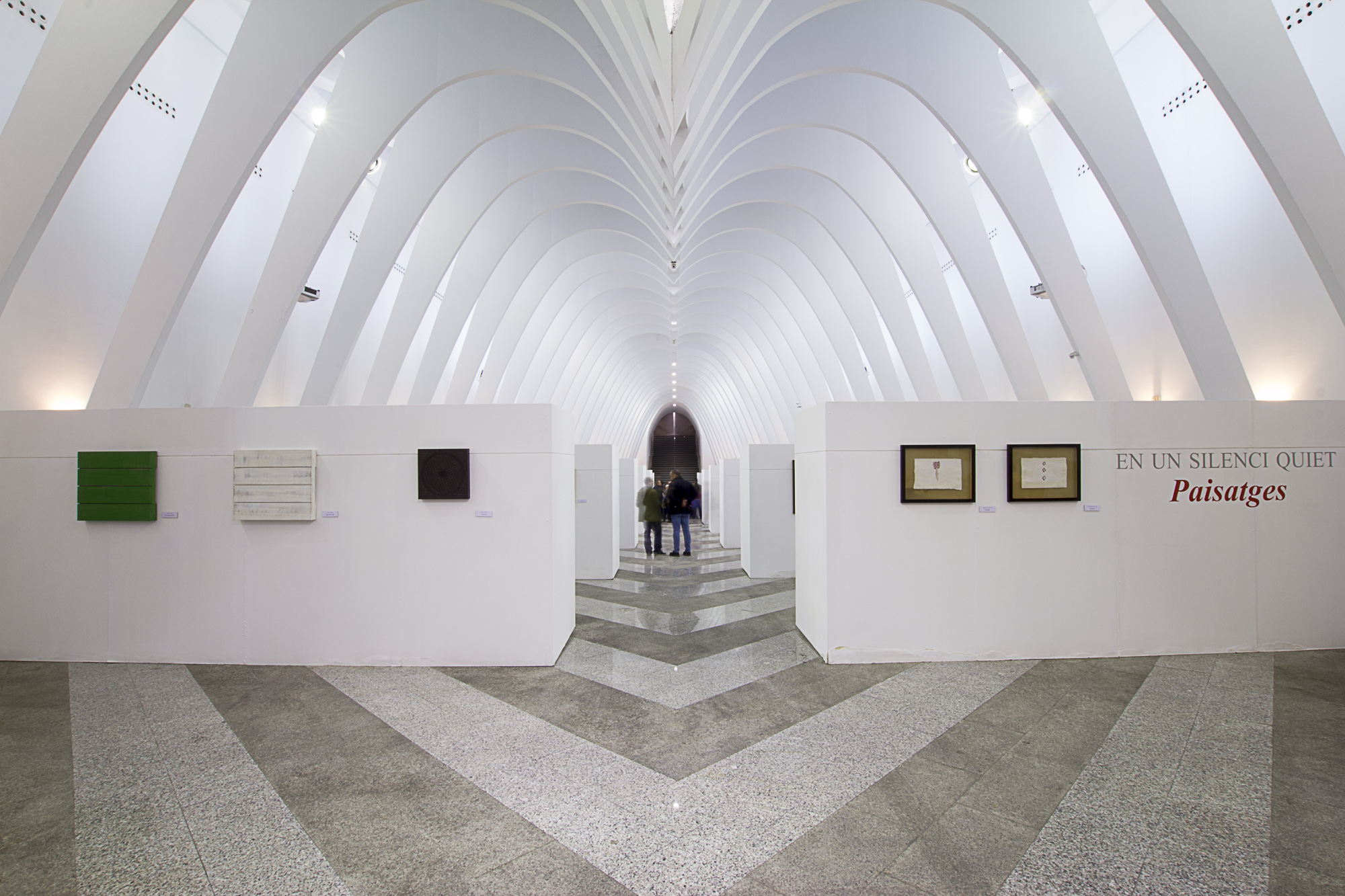
Interior de la Llotja de Sant Jordi, (Alcoi). Obra de Santiago Calatrava.
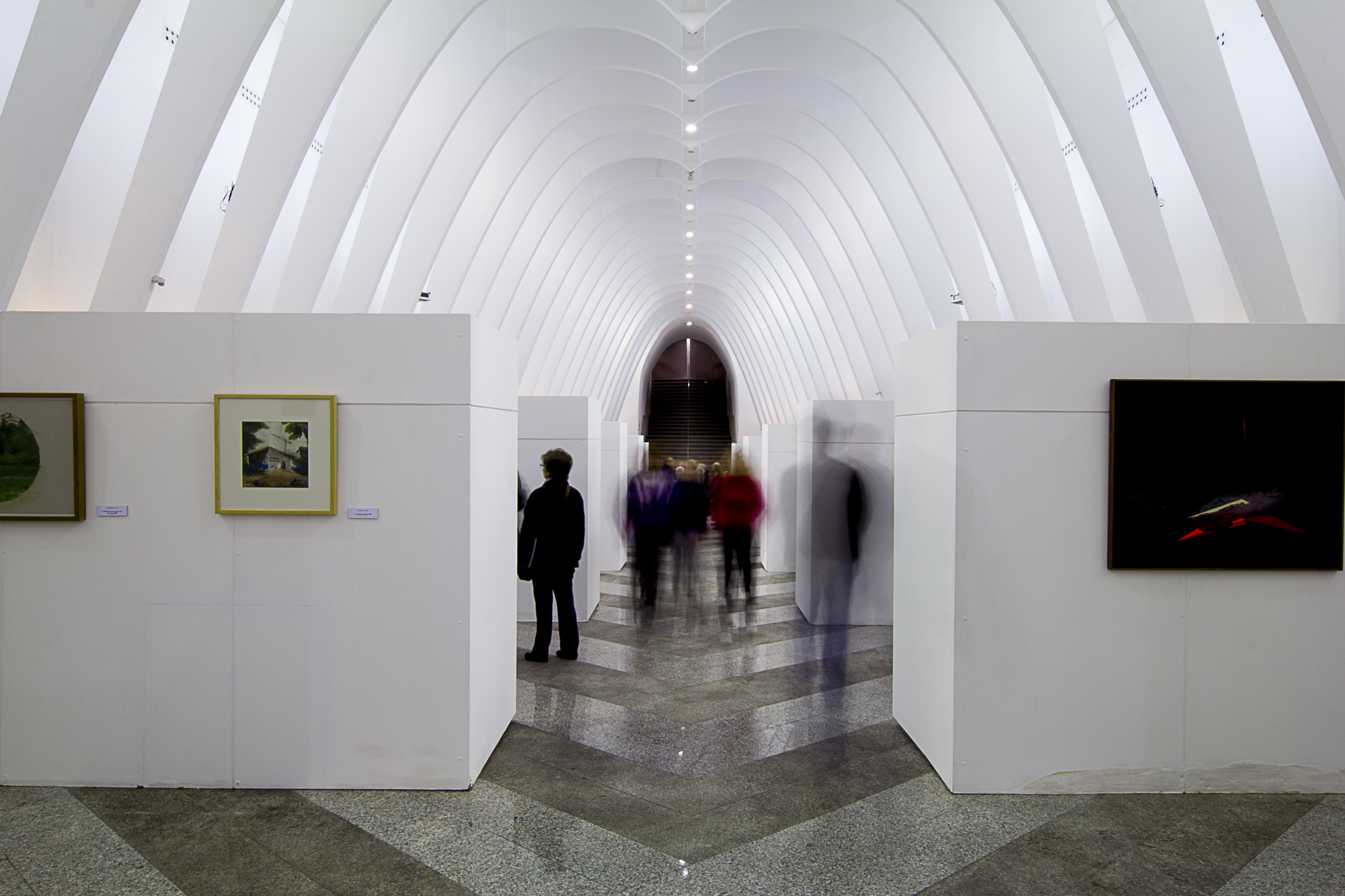
Interior de la Llotja de Sant Jordi, (Alcoi). Obra de Santiago Calatrava.